# Sodražica
Sodražica là một khu tự quản (tiếng Slovenia: občine, số ít – občina) trong vùng Osrednjeslovenska của Slovenia. Sodražica có diện tích 49.5 km2, dân số là theo điều tra ngày 31 tháng 3 năm 2002 là 2038 người. Thủ phủ khu tự quản Sodražica đóng tại Sodražica.